# 겨울철의 별자리
겨울철의 별자리는 일반적으로 겨울철(동지 ~ 입춘)에 북반구의 밤하늘에서 쉽게 찾아볼 수 있는 별자리들을 의미한다. 황소자리, 쌍둥이자리, 오리온자리, 큰개자리와 작은개자리, 나침반자리, 고물자리, 토끼자리 등이 있다.
겨울철 밤하늘에서는 황소자리의 플레이아데스 성단이 잘 알려져 있다. 육안으로도 최소한 여섯 개의 별을 확인할 수 있으며, 눈이 좋은 사람은 더 많이 볼 수 있다. 플레이아데스 성단은 실제로는 약 120개 정도의 별과 가스로 이루어진 젊은 성단이다. 황소자리에는 플레이아데스 성단과 함께 히아데스 성단이 있는데, 이 성단 안에 α별 알데바란이 있다. 이 별은 0.8등, K5형의 오렌지색 거성으로, 실제로는 성단에 속해 있지 않다. 알데바란까지의 거리가 60광년임에 비해 히아데스 성단은 149광년으로, 2배 이상 먼 거리에 있다. 이 별자리 동쪽 끝의 3등성 ζ별 근처에 게성운이 있다. 1054년에 출현한 초신성(超新星)의 흔적으로, 강한 전파원(源)이며 그 안에 펄사가 포함되어 있다.

## 쌍둥이자리
황소자리 동쪽에 있는 쌍둥이자리는 α별이 카스토르인데 1.9등과 2.9등 모두 A형 연성(이중성)이며, β별은 폴룩스라는 이름의 1.1등의 K0형 별로, α별과 β별이 나란히 빛나는 모습은 쌍둥이 이름에 걸맞다. 카스토르는 45광년 떨어진 곳에 있어 맨눈으로 보면 한 개의 청백색 별로 보이지만, 실제로는 6개의 별(6중 쌍성계)로 이루어져 있다. 해마다 12월 14일경에는 카스토르 부근의 한 지점을 중심으로 매우 밝고 많은 유성이 떨어지는 쌍둥이자리유성군을 볼 수 있다.

#### 폴룩스
폴룩스(Pollux)는 쌍둥이자리의 베타별이다. 처음에는 폴룩스가 쌍둥이자리에서 두 번째로 밝아 베타별로 기록되었으나, 세월이 흐르면서 알파별인 카스토르보다 더 밝아졌다. 겉보기등급은 1.1등급이며, 분광형은 KO형이다. 지구에서 35광년 거리에 있으며, 3월 초에 남중한다.

## 오리온자리
겨울철 밤하늘의 대표적인 별자리이다. 사다리꼴의 중앙에 세 별(삼태성)이 있는데, 위에서부터 δ, ε, ζ별로서 각각 2.23등, 1.69등, 1.74등으로 밝다. 이들 세 별을 에워싸는 붉은 α별 베텔게우스(0.2등에서 1.2등까지의 변광성), 왼쪽으로 비스듬히 위쪽에 푸른 γ별 벨라트릭스(1.64등), 오른쪽 옆으로 푸른빛의 β별 리겔(0.13등), 오른쪽으로 비스듬히 아래쪽에 역시 푸른빛의 별 사이프(2.07등)의 네 별이 그리는 사변형은 무척 화려하다. 세 별의 바로 오른쪽 밑에는 육안으로도 빛의 확산을 볼 수 있는 오리온 대성운이 있으며, 태양계에서의 거리는 약 1,500광년, 실제 크기는 지름이 30광년이나 되는 수소로 이뤄진 거대한 성간(星間) 물질 덩어리이다.
오리온자리의 세 별을 그대로 남쪽으로 뻗치면 큰개자리의 α별 시리우스에 이르게 된다. 이 별은 -1.44등의 A1형으로, 하늘에 뜨는 별 가운데 가장 밝은 별이다. 시리우스 옆에는 8등성의 백색왜성인 동반성(시리우스B)이 붙어있다. 동아시아에서는 이 별을 천랑(天狼)이라고 불렀다. 또 이집트에서는 이 별과 태양이 나란히 지평선에서 떠오르는 날을 기록하여 1년의 길이를 정했다. 오리온의 벨라트릭스, 베텔기우스를 연결하여 동쪽으로 뻗치면 작은개자리의 황백색 α별 프로키온에 이른다. 이 별은 0.37등의 F5형인 거성이다. 그 바로 옆에 2.9등성인 β별(고메이사)이 붙어 있다.

#### 시리우스
시리우스(Sirius)는 밤하늘에서 가장 밝은 별로 천랑성(天狼星)이라고도 한다. 크기는 태양의 두 배가 조금 못 되지만, 20배 이상 많은 빛을 내는 －1.5등급의 별이다. 큰개자리의 알파별로 지구에서 약 8.6광년 떨어진 곳에 있다. 또한 동반성인 시리우스B별을 가진 쌍성이다. 시리우스B별은 지구와 크기는 비슷하지만, 밀도가 매우 높은 백색왜성이다. 시리우스B별은 시리우스를 아주 강한 중력으로 끌어당기고 있다. 따라서 시리우스는 강력한 중력때문에 우주공간을 이동할 때 흔들린다.
결국  시리우스는 한국에서 볼 때 가장 큰별이라고 볼 수 있다 물론 더  밝은 것도 있지만 그것은 별이 아니라 행성이기 때문이다

#### 프로키온
프로키온(Procyon)은 작은개자리의 알파별로 큰개자리의 시리우스, 오리온자리의 베텔기우스와 함께 '겨울의 대삼각형'을 이루는 밝은 별이다. 시리우스와 같이 백색왜성을 동반성으로 지닌 쌍성이다. 겉보기등급기 0.4, 분광형은 F5형이다. 지구에서 약 11광년 떨어진 거리에 있다.

## 마차부자리
오리온자리 북쪽에 마차부자리가 있다. α별 카펠라와 β, θ(세타), ι(이오타), 그리고 황소자리의 북쪽 끝에 떨어진 β별의 다섯 개의 별이 만드는 오각형은 눈에 잘 띈다. 카펠라는 0.6등과 1.1등의 실시 연성으로, 주황색 빛이 우리의 눈을 끈다. 주기는 0.285년이다. 바로 옆에 있는 ε성은 극대 등급 2.94등, 주기 9,892일의 식연성으로, 반성(伴星)이 대단히 큰 초거성이다. 마차부자리 북쪽에 어두운 별만 있는 것이 살쾡이자리이다.

## 기타 별자리
오리온자리와 작은개자리 사이에 있는 외뿔소자리는 밝은 별이 거의 없고, 오리온자리 남쪽에 있는 토끼자리도 밝은 별이 없는 작은 별자리이다. 큰개자리 남쪽의 비둘기자리와 고물자리 등도 눈에 띄는 별이 거의 없다. 고물자리 남쪽의 용골자리의 α별 카노프스는 시리우스 정남향에 있으며, -0.7등인 시리우스에 이어 하늘에서 두 번째로 밝은 별이다. 동아시아에서는 노인성(老人) 또는 수성(壽星)이라 하여 이 별을 보면 장수한다고 믿었다.

## 같이 보기
- 별자리
- 봄철의 별자리
- 여름철의 별자리
- 가을철의 별자리
- 북극 부근의 별자리
- 남극 부근의 별자리